# Битва при Везувии (73 до н. э.)
Битва при Везувии — первое сражение в ходе восстания Спартака между римскими и повстанческими войсками.

## Предыстория

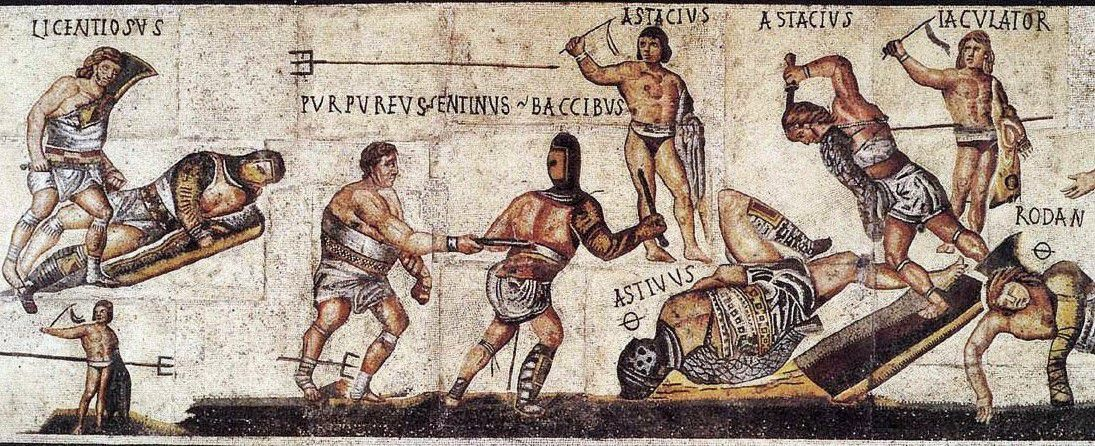
Гладиаторская мозаика в галерее Боргезе

В 73 году до н. э. группа примерно из 70 гладиаторов из школы в Капуе, принадлежавших Лентулу Батиату, задумала побег. Согласно христианскому богослову и философу Синезию, Спартак и Крикс были назначены «очистительными жертвами за римский народ в амфитеатре». Таким образом, непосредственным мотивом для заговора стало известие о дате проведения очередных игр. Ежегодный обряд очищения проводился в конце февраля. Исходя из этого, начало восстания предположительно можно отнести к концу зимы. Их замысел был раскрыт, но всё же 78 мужчин ворвались на кухню, вооружились там ножами и железными вертелами и перебили вставшую у них на пути стражу.
На одной из улиц им повстречалось несколько повозок, вёзших в другой город оружие для гладиаторов. Рабы захватили это оружие и двинулись дальше, преодолев сопротивление охраны городских ворот. К вечеру беглецы достигли Везувия и, выбрав на вершине вулкана удобное для обороны место, расположились там. Из Капуи послали несколько отрядов против гладиаторов, но восставшим удалось отбить эту атаку, в результате они захватили у противника большое количество оружия. Укрывшись на Везувии, рабы выбрали лидеров, которыми стали Спартак и два галльских раба, Крикс и Эномай. Скорее всего, так был создан своего рода военный совет из трёх человек, руководивший повстанцами, где Спартак был верховным руководителем, а остальные двое были его помощниками. Поначалу повстанцы совершали набеги на окрестности Везувия, где располагались загородные усадьбы. Судя по всему, Спартак с самого начала установил деление захваченной добычи поровну.
В связи с тем, что бунт и налёты произошли в Кампании, которая была местом отдыха богатых и влиятельных граждан Рима, восстание быстро привлекло внимание властей. Однако сначала они рассматривали восстание как крупную волну преступлений, а не как вооружённый мятеж.
Тем не менее, позднее в том же году Рим отправил для подавления восстания военные силы под предводительством претора. Относительно имени римского претора у античных авторов существуют разногласия: Тит Ливий именует его Клавдий Пульхр, Плутарх — Клавдий, Флор — Клавдий Глабр, Фронтин и Орозий — Клодий. Впрочем, Клодий — это форма имени Клавдий, популярная у плебеев. Таким образом, с определённостью можно говорить лишь о номене — Клавдий. Он собрал силы из 3000 человек, но не как легион, а как милицию, состоявшую «не из граждан, а из всяких случайных людей, набранных наспех и мимоходом». Глабр осадил рабов на Везувии, перекрыв единственный известный спуск с горы. Таким образом, Глабр собирался подождать, пока голод не заставит мятежников сдаться.

## Битва
Хотя рабам не хватало военных навыков, войска Спартака проявили изобретательность в использовании имеющихся подручных материалов, а также в использовании необычной тактики в столкновении с дисциплинированной римской армией. Оказавшись в осаде, люди Спартака изготовили канаты и лестницы из лозы и деревьев, растущих на склонах Везувия, и использовали их для спуска по скалам с противоположной стороны горы. Флор выдвигает версию, что восставшие спустились при помощи верёвок, сплетённых из виноградных лоз, в полое жерло Везувия и вышли наружу через сквозную пещеру. Затем гладиаторы обошли подножие Везувия и уничтожили солдат Глабра. Согласно Орозию, Эномай погиб именно в этом бою. В битве при Везувии был наглядно показан один из основных принципов военного искусства Спартака: атаковать противника там, где тебя не ждут и когда тебя не ждут.

## Последствия
Именно битва при Везувии стала той гранью, которая обозначила переход действий отряда беглых гладиаторов в полномасштабную войну. После победы повстанцы оставили позиции на склоне Везувия и, по-видимому, разместились на месте бывшего римского лагеря. Туда стали приходить городские и сельские рабы из ближайших окрестностей, пастухи и некоторые сельские свободные рабочие. Вероятно, среди них были италики, прежде всего самниты, воевавшие против Суллы в 83—82 годах до н. э. и подвергнувшиеся изгнанию и конфискации имущества.